# Leichtathletik-Länderkampf der Männer 1963 Niederlande – BR Deutschland – Belgien – Frankreich – Italien – Schweiz
| 5. Leichtathletik-Länderkampf mit bundesdeutscher Beteiligung 1963                                  | 5. Leichtathletik-Länderkampf mit bundesdeutscher Beteiligung 1963 |               |
| --------------------------------------------------------------------------------------------------- | ------------------------------------------------------------------ | ------------- |
| |                                                                    |               |
| Ländervergleich der Männer: Niederlande – BR Deutschland – Belgien – Frankreich – Italien – Schweiz |                                                                    |               |
| Austragungsort                                                                                      | Enschede                                                           |               |
| Wettbewerbe                                                                                         | 22                                                                 |               |
| Datum                                                                                               | 13./14. Juli 1963                                                  |               |
| 1. GER 2. FRA 3. ITA 4. NLD 5. BEL 6. SUI                                                           | 146 Punkte 123 Punkte 095 Punkte 066 Punkte 063 Punkte 060 Punkte  |               |
| Chronik                                                                                             |                                                                    |               |
| ← FRG-LUX-NLD-SUI 00Straß'lauf (M)                                                                  | FRG-USA (F) →                                                      | FRG-USA (F) → |

Im fünften Vergleich des Länderkampfjahres 1963 kam es zum ersten Länderkampf des Jahres mit dem allgemeinen leichtathletischen Programm. Am 13./14. Juli trafen die bundesdeutschen Männer in einem Sechsländerkampf auf die Niederlande, Belgien, Frankreich, Italien und die Schweiz. Es war das vierte Aufeinandertreffen der sechs Länder in dieser Form, das letzte hatte 1961 in der französischen Hauptstadt Paris stattgefunden. Nun war die niederländische Stadt Enschede Gastgeber der Veranstaltung. Die vorangegangenen Begegnungen hatte die Bundesrepublik Deutschland jeweils für sich entschieden.

## Wettbewerbe und Modus
Wie schon in den letzten beiden Aufeinandertreffen wurden 22 Wettbewerbe ausgetragen. Zusätzlich zu den in Länderkämpfen üblichen zwanzig Disziplinen standen ein Marathonlauf sowie ein Zehnkampf auf dem Programm. Aus dem olympischen Wettbewerbskatalog fehlten lediglich die beiden Gehdisziplinen. In allen Wettbewerben mit Ausnahme des Marathonlaufs und des Zehnkampfs trat ein Vertreter je Nation an. Im Marathonlauf waren vier Teilnehmer je Land am Start, von denen je drei in die Wertung kamen. Im Zehnkampf war jedes Land mit drei Startern vertreten, deren jeweilige Platzziffersumme den Rang des Landes für die Punktwertung ergab. Die Punkte wurden nach folgendem System vergeben:
- Einzeldisziplinen: Platz 1: 7 P, Pl. 2: 5 P, Pl. 3: 4 P, …, Pl. 6: 1 P
- Marathonlauf: Pl. 1: 11 P, Pl. 2: 9 P, Pl. 3: 8 P, …
- Staffeln: Platz 1: 9 P, Pl. 2: 7 P, Pl. 3: 6 P, …, Pl. 6: 3 P.
- Zehnkampf: Pl. 1: 10 P, Pl. 2: 8 P, Pl. 3: 7 P, …

## Ergebnis
Die bundesdeutschen Leichtathleten gewannen drei Einzelläufe, beide Staffeln, drei Sprung- und zwei Wurfdisziplinen, dazu kam der Zehnkampf, dessen Einzelwertung zwar ein Niederländer für sich entschied, der jedoch in der Gesamtwertung an die Bundesrepublik Deutschland ging. Damit behauptete sich das bundesdeutsche Team auch zum vierten Mal in dieser Auseinandersetzung. Dahinter belegte Frankreich, das auf sechs Siege in den Einzelläufen und dem Gewinn des Hammerwurfs kam, mit 23 Punkten Rückstand den zweiten Platz. Italien lag im Rennen über 400 Meter Hürden, im Hochsprung und im Kugelstoßen vorn. Weitere gute Platzierungen brachten den Italienern 28 Punkte hinter Frankreich den dritten Rang. Mit einem Rückstand von weiteren 29 Punkten folgte die Niederlande mit dem Einzelsieg im Zehnkampf auf Platz vier. Dahinter wurde es eng, nur drei Punkte hinter den Niederlanden kam Belgien mit dem Sieg im 3000-Meter-Hindernislauf auf den fünften Rang. Weitere drei Punkte zurück wurde die Schweizer Mannschaft Sechster.

## Legende
Kurze Übersicht zur Bedeutung der Symbolik – so üblicherweise auch in sonstigen Veröffentlichungen verwendet:
| DNF | nicht im Ziel (did not finish) |

## Resultate

### 100 m

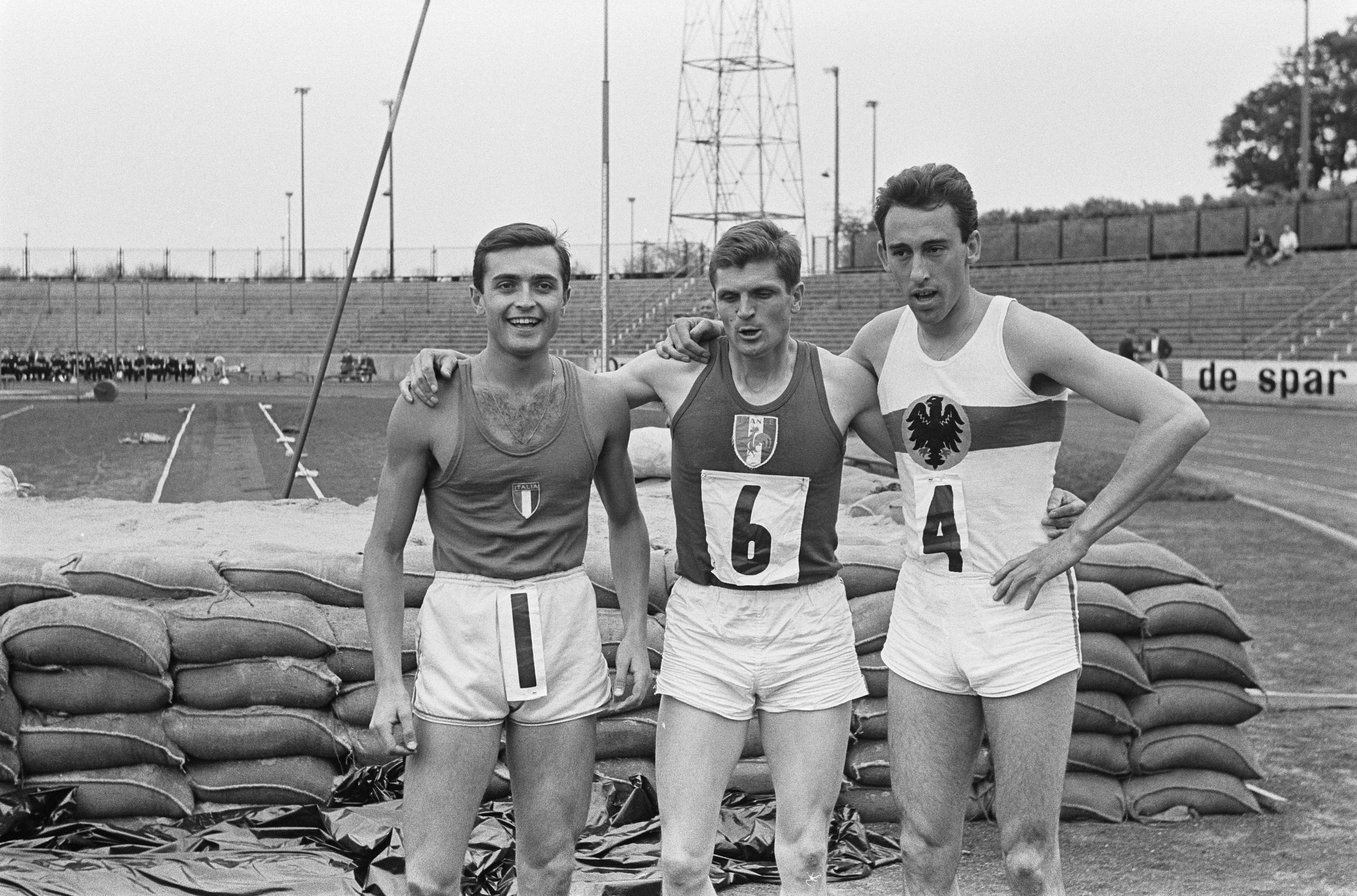
Von links nach rechts: Ottolina, Delecour und Gamper

| Platz | Athlet           | Land | Zeit (s) |
| ----- | ---------------- | ---- | -------- |
| 1     | Jocelyn Delecour | FRA  | 10,7     |
| 2     | Peter Gamper     | GER  | 10,9     |
| 3     | Sergio Ottolina  | ITA  | 10,9     |
| 4     | Hans Smit        | NLD  | 11,1     |
| 5     | Hans Hönger      | SUI  | 11,1     |
| 6     | Frank Roos       | BEL  | 11,2     |

Datum: 13. Juli

### 200 m
| Platz | Athlet             | Land | Zeit (s) |
| ----- | ------------------ | ---- | -------- |
| 1     | Jocelyn Delecour   | FRA  | 21,3     |
| 2     | Klaus Ulonska      | GER  | 21,6     |
| 3     | Sergio Ottolina    | ITA  | 21,6     |
| 4     | Jacques Pennewaert | BEL  | 21,8     |
| 5     | Hans Hönger        | SUI  | 21,9     |
| 6     | Jaap Noordenbos    | NLD  | 21,9     |

Datum: 14. Juli

### 400 m
| Platz | Athlet               | Land | Zeit (s) |
| ----- | -------------------- | ---- | -------- |
| 1     | Jean-Pierre Boccardo | FRA  | 47,0     |
| 2     | Hans-Joachim Reske   | GER  | 47,1     |
| 3     | Fred van Herpen      | NLD  | 47,4     |
| 4     | Jean-Louis Descloux  | SUI  | 47,7     |
| 5     | Mario Fraschini      | ITA  | 48,1     |
| 6     | Louis Declerck       | BEL  | 48,1     |

Datum: 13. Juli

### 800 m
| Platz | Athlet            | Land | Zeit (min) |
| ----- | ----------------- | ---- | ---------- |
| 1     | Manfred Kinder    | GER  | 1:51,0     |
| 2     | Maurice Lurot     | FRA  | 1:51,0     |
| 3     | Jan van Uden      | NLD  | 1:51,1     |
| 4     | L. Roeckaerts     | BEL  | 1:51,5     |
| 5     | Francesco Bianchi | ITA  | 1:51,6     |
| 6     | Anton Jäger       | SUI  | 1:51,7     |

Datum: 13. Juli

### 1500 m
| Platz | Athlet           | Land | Zeit (min) |
| ----- | ---------------- | ---- | ---------- |
| 1     | Michel Jazy      | FRA  | 3:48,0     |
| 2     | Harald Norpoth   | GER  | 3:48,9     |
| 3     | Henk Snepvangers | NLD  | 3:49,8     |
| 4     | Eugène Allonsius | BEL  | 3:50,9     |
| 5     | Spinozzi         | ITA  | 3:53,0     |
| 6     | Karl Schaller    | SUI  | 3:55,5     |

Datum: 14. Juli

### 5000 m

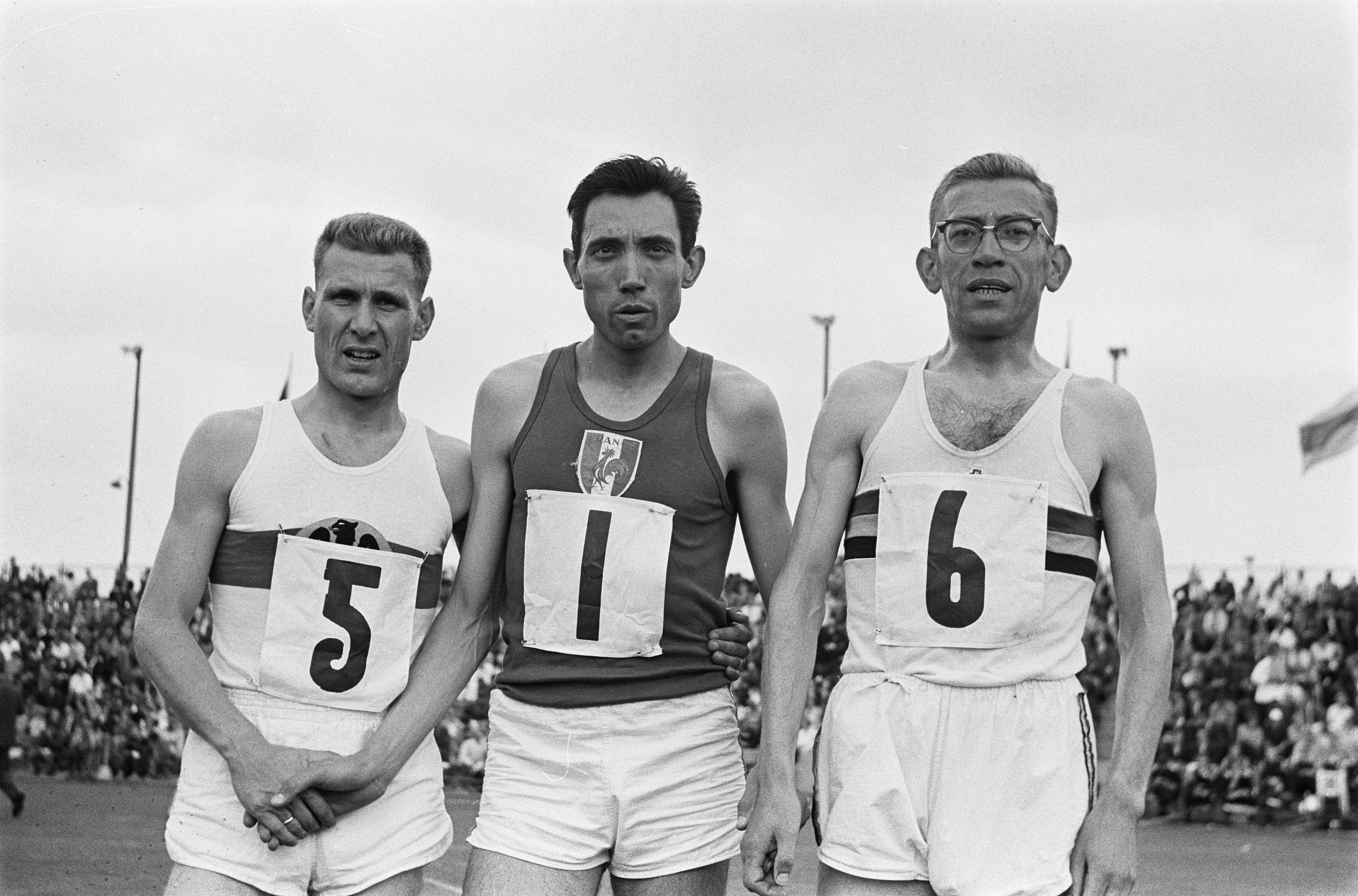
Von links nach rechts: Fricke, Bernard und Leenaert

| Platz | Athlet          | Land | Zeit (min) |
| ----- | --------------- | ---- | ---------- |
| 1     | Michel Bernard  | FRA  | 14:06,8    |
| 2     | Wolfgang Fricke | GER  | 14:18,6    |
| 3     | Hedwig Leenaert | BEL  | 14:26,6    |
| 4     | Joep Delnoye    | NLD  | 14:37,8    |
| 5     | Alfrede Rizzo   | ITA  | 14:52,4    |
| 6     | F. Holzer       | SUI  | 14:54,2    |

Datum: 13. Juli

### 10.000 m
| Platz | Athlet          | Land | Zeit (min) |
| ----- | --------------- | ---- | ---------- |
| 1     | Peter Kubicki   | GER  | 29:51,0    |
| 2     | Robert Bogey    | FRA  | 29:51,4    |
| 3     | Louis Van Praet | BEL  | 30:54,0    |
| 4     | Luigi Conti     | ITA  | 31:09,6    |
| 5     | Cees Clement    | NLD  | 31:17,6    |
| 6     | Edgar Friedli   | SUI  | 32:17,2    |

Datum: 14. Juli

### Marathon
| Platz | Athlet            | Land | Zeit (h)              |
| ----- | ----------------- | ---- | --------------------- |
| 01    | Jürgen Wedeking   | GER  | 2:25:41,4             |
| 02    | de Florantis      | ITA  | 2:29:26,4             |
| 03    | Guido Vögele      | SUI  | 2:31:48,8             |
| 04    | Alfred Gau        | GER  | 2:31:58,6             |
| 05    | Francesco Putti   | ITA  | 2:32:03,6             |
| 06    | Paul Genève       | FRA  | 2:32:21,2             |
| 07    | Lothar Reinshagen | GER  | 2:35:05,8             |
| 08    | E. Goossens       | BEL  | 2:35:21,6             |
| 09    | Jan van de Berg   | NLD  | 2:35:53,8             |
| 10    | F. de Wolf        | BEL  | 2:37:29,0             |
| 11    | Juge              | FRA  | 2:38:45,4             |
| 12    | Walter Gilgen     | GER  | 2:38:54,0             |
| 13    | W. Vergisson      | BEL  | 2:42:06,0             |
| 14    | Maurice Chiclet   | FRA  | 2:44:17,0             |
| 15    | Nevini            | ITA  | 2:44:33,0             |
| 16    | Jan Smits         | NLD  | 2:46:05,0             |
| 17    | Josef Gwerder     | SUI  | 2:50:02,0             |
| 18    | Rudi Mol          | NLD  | 2:50:55,0             |
| 19    | P. Verkinders     | BEL  | 2:52:13,0             |
| DNF   | Heinrich Arians   | GER  | Aufgabe bei ca. 22 km |

Datum: 13. Juli

### 110 m Hürden
| Platz | Athlet           | Land | Zeit (s) |
| ----- | ---------------- | ---- | -------- |
| 1     | Marcel Duriez    | FRA  | 14,2     |
| 2     | Klaus Willimczik | GER  | 14,2     |
| 3     | Giorgio Mazza    | ITA  | 14,4     |
| 4     | Heinrich Staub   | SUI  | 15,2     |
| 5     | Peter Nederhand  | NLD  | 15,9     |
| DNF   | Leopold Marien   | BEL  | gestürzt |

Datum: 14. Juli

### 400 m Hürden
| Platz | Athlet             | Land | Zeit (s) |
| ----- | ------------------ | ---- | -------- |
| 1     | Roberto Frinolli   | ITA  | 52,1     |
| 2     | Helmut Janz        | GER  | 52,5     |
| 3     | Eddie van Praagh   | FRA  | 53,0     |
| 4     | Wilfried Geeroms   | BEL  | 54,1     |
| 5     | Hans-Peter Beyeler | SUI  | 54,9     |
| 6     | Ferry van der Zant | NLD  | 55,2     |

Datum: 13. Juli

### 3000 m Hindernis
| Platz | Athlet              | Land | Zeit (min) |
| ----- | ------------------- | ---- | ---------- |
| 1     | Gaston Roelants     | BEL  | 8:53,4     |
| 2     | Guy Texereau        | FRA  | 8:59,0     |
| 3     | Ludwig Müller       | GER  | 9:03,2     |
| 4     | Walter Kammermann   | SUI  | 9:06,8     |
| 5     | Hein Cujé           | NLD  | 9:16,4     |
| 6     | Gianfranco Sommagio | ITA  | 9:28,6     |

Datum: 14. Juli

### 4 × 100 m Staffel
| Platz | Besetzung      | Land                                                               | Zeit (s) |
| ----- | -------------- | ------------------------------------------------------------------ | -------- |
| 1     | BR Deutschland | Klaus Ulonska Peter Gamper Dieter Enderlein Alfred Hebauf          | 40,1     |
| 2     | Frankreich     | Bernard Laidebeur Paul Genevay Jean-Louis Brugier Jocelyn Delecour | 40,6     |
| 3     | Italien        | Sergio Ottolina Ennio Preatoni Armando Sardi Ito Giani             | 40,6     |
| 4     | Niederlande    | Hans Smit Frits Boss Frans Luitjes Jaap Noordenbos                 | 41,1     |
| 5     | Schweiz        | Jean-Louis Descloux Hans Hönger Ruedi Oegerli Max Barandun         | 41,9     |
| 6     | Belgien        | Édouard Le Roy Herman Van Coppenolle Frank Roos Larcier            | 41,9     |

Datum: 13. Juli

### 4 × 400 m Staffel
| Platz | Besetzung      | Land                                                               | Zeit (min) |
| ----- | -------------- | ------------------------------------------------------------------ | ---------- |
| 1     | BR Deutschland | Jürgen Kalfelder Jens Ulbricht Johannes Schmitt Hans-Joachim Reske | 3:07,2     |
| 2     | Frankreich     | keine Angabe                                                       | 3:07,5     |
| 3     | Belgien        | keine Angabe                                                       | 3:09,6     |
| 4     | Italien        | keine Angabe                                                       | 3:10,3     |
| 5     | Niederlande    | keine Angabe                                                       | 3:12,4     |
| 6     | Schweiz        | keine Angabe                                                       | 3:16,4     |

Datum: 14. Juli

### Hochsprung
| Platz | Athlet            | Land | Höhe (m) |
| ----- | ----------------- | ---- | -------- |
| 1     | Roberto Galli     | ITA  | 2,04     |
| 2     | Ralf Drecoll      | GER  | 2,01     |
| 3     | Urs Trautmann     | SUI  | 2,01     |
| 4     | Raymond Dugarreau | FRA  | 2,01     |
| 5     | Harry van Kleef   | NLD  | 1,85     |
| 6     | A. Dengis         | BEL  | 1,80     |

Datum: 14. Juli

### Stabhochsprung
| Platz | Athlet         | Land | Höhe (m) |
| ----- | -------------- | ---- | -------- |
| 1     | Rainer Schmelz | GER  | 4,50     |
| 2     | Gérard Barras  | SUI  | 4,40     |
| 3     | Roland Gras    | FRA  | 4,30     |
| 4     | Pietro Scaglia | ITA  | 4,30     |
| 5     | Paul Coppejans | BEL  | 4,20     |
| 6     | Servee Wijsen  | NLD  | 4,20     |

Datum: 13. Juli

### Weitsprung
| Platz | Athlet             | Land | Weite (m) |
| ----- | ------------------ | ---- | --------- |
| 1     | Wolfgang Klein     | GER  | 7,72      |
| 2     | Leo de Winter      | NLD  | 7,56      |
| 3     | Raffaele Piras     | ITA  | 7,39      |
| 4     | Georges Salmon     | BEL  | 7,37      |
| 5     | Alain Veron        | FRA  | 7,12      |
| 6     | Walter Zuberbühler | SUI  | 7,05      |

Datum: 13. Juli

### Dreisprung
| Platz | Athlet           | Land | Weite (m) |
| ----- | ---------------- | ---- | --------- |
| 1     | Hans-Jörg Müller | GER  | 15,88     |
| 2     | Rinaldo Camaioni | ITA  | 15,66     |
| 3     | Henk Evers       | NLD  | 15,50     |
| 4     | Ernst Stierli    | SUI  | 15,16     |
| 5     | Éric Battista    | FRA  | 15,15     |
| 6     | Stacino          | BEL  | 14,04     |

Datum: 14. Juli

### Kugelstoßen
| Platz | Athlet            | Land | Weite (m) |
| ----- | ----------------- | ---- | --------- |
| 1     | Silvano Meconi    | ITA  | 17,69     |
| 2     | Dietrich Urbach   | GER  | 17,38     |
| 3     | Pierre Colnard    | FRA  | 17,20     |
| 4     | Edouard Szostak   | BEL  | 16,00     |
| 5     | Piet van der Kruk | NLD  | 15,01     |
| 6     | H. P. Jost        | SUI  | 13,63     |

Datum: 13. Juli

### Diskuswurf
| Platz | Athlet             | Land | Weite (m) |
| ----- | ------------------ | ---- | --------- |
| 1     | Jens Reimers       | GER  | 55,29     |
| 2     | Gaetano Dalla Pria | ITA  | 53,12     |
| 3     | Pierre Alard       | FRA  | 51,71     |
| 4     | Edouard Szostak    | BEL  | 47,58     |
| 5     | Mathias Mehr       | SUI  | 47,56     |
| 6     | Dick Schrieken     | NLD  | 46,55     |

Datum: 14. Juli

### Hammerwurf
| Platz | Athlet         | Land | Weite (m) |
| ----- | -------------- | ---- | --------- |
| 1     | Guy Husson     | FRA  | 62,58     |
| 2     | Hans Fahsl     | GER  | 62,46     |
| 3     | Ennio Boschini | ITA  | 60,71     |
| 4     | Hansruedi Jost | SUI  | 56,03     |
| 5     | Hendrick Haest | BEL  | 52,20     |
| 6     | Sjef Swinckels | NLD  | 42,52     |

Datum: 14. Juli

### Speerwurf
| Platz | Athlet               | Land | Weite (m) |
| ----- | -------------------- | ---- | --------- |
| 1     | Hermann Salomon      | GER  | 76,19     |
| 2     | Urs von Wartburg     | SUI  | 74,30     |
| 3     | Leon Syrovatsky      | FRA  | 72,80     |
| 4     | Franco Radman        | ITA  | 70,46     |
| 5     | Frans van der Heyden | NLD  | 64,91     |
| 6     | R. Didden            | BEL  | 64,09     |

Datum: 13. Juli

### Zehnkampf
Datum: 13/14. Juli
Die Punktevergabe erfolgte nach der Wertungstabelle von 1952.
| Platz | Name                 | Nation | Punkte | 100 m         | Weit- sprung  | Kugel- stoßen | Hoch- sprung              | 400 m                     | 110 m Hürden              | Diskus- wurf              | Stabhoch- sprung          | Speer- wurf               | 1500 m                    |
| ----- | -------------------- | ------ | ------ | ------------- | ------------- | ------------- | ------------------------- | ------------------------- | ------------------------- | ------------------------- | ------------------------- | ------------------------- | ------------------------- |
| 01    | Eef Kamerbeek        | NLD    | 7364   | 11,5 s        | 6,99 m        | 14,74 m       | 1,83 m                    | 50,6 s                    | 14,8 s                    | 46,20 m                   | 3,80 m                    | 61,47 m                   | 4:54,6 min                |
| 02    | Hans-Joachim Walde   | GER    | 7085   | 11,4 s        | 7,15 m        | 14,59 m       | 1,89 m                    | 50,5 s                    | 17,0 s                    | 41,07 m                   | 3,90 m                    | 61,57 m                   | 4:40,1 min                |
| 03    | Willi Holdorf        | GER    | 7059   | 11,2 s        | 6,85 m        | 14,36 m       | 1,70 m                    | 48,2 s                    | 15,8 s                    | 41,53 m                   | 3,70 m                    | 56,41 m                   | 4:32,9 min                |
| 04    | Franco Sar           | ITA    | 6994   | 11,4 s        | 6,20 m        | 14,05 m       | 1,75 m                    | 51,0 s                    | 14,7 s                    | 46,63 m                   | 4,00 m                    | 56,48 m                   | 4:57,4 min                |
| 05    | Wolfgang Heise       | GER    | 6907   | 11,5 s        | 6,72 m        | 13,64 m       | 1,70 m                    | 48,9 s                    | 15,6 s                    | 39,17 m                   | 3,90 m                    | 58,27 m                   | 4:32,4 min                |
| 06    | Werner Duttweiler    | SUI    | 6268   | 11,6 s        | 6,95 m        | 12,66 m       | 1,89 m                    | 51,9 s                    | 16,2 s                    | 36,50 m                   | 3,80 m                    | 50,61 m                   | 4:57,2 min                |
| 07    | René Monneret        | FRA    | 6244   | 11,4 s        | 6,69 m        | 12,27 m       | 1,89 m                    | 51,9 s                    | 16,0 s                    | 34,80 m                   | 4,20 m                    | 48,65 m                   | 5:20,6 min                |
| 08    | Werner von Moltke    | GER    | 6223   | 11,4 s        | 6,89 m        | 14,57 m       | 1,80 m                    | 49,8 s                    | 15,5 s                    | 44,38 m                   | 4,10 m                    | verletzt abgebrochen      | verletzt abgebrochen      |
| 09    | Jean-Jacques Derbise | FRA    | 6095   | 11,5 s        | 6,53 m        | 12,98 m       | 1,80 m                    | 52,2 s                    | 16,3 s                    | 39,23 m                   | 3,60 m                    | 57,18 m                   | 5:09,0 min                |
| 10    | Mario Piccolo        | ITA    | 5932   | 11,9 s        | 6,36 m        | 13,75 m       | 1,75 m                    | 50,6 s                    | 17,0 s                    | 40,25 m                   | 3,30 m                    | 50,82 m                   | 4:40,6 min                |
| 11    | Daniel Viault        | FRA    | 5823   | keine Angaben | keine Angaben | keine Angaben | keine Angaben             | keine Angaben             | keine Angaben             | keine Angaben             | keine Angaben             | keine Angaben             | keine Angaben             |
| 12    | Wim Thissen          | NLD    | 5630   | keine Angaben | keine Angaben | keine Angaben | keine Angaben             | keine Angaben             | keine Angaben             | keine Angaben             | keine Angaben             | keine Angaben             | keine Angaben             |
| 13    | Michel Doisneau      | FRA    | 5522   | keine Angaben | keine Angaben | keine Angaben | keine Angaben             | keine Angaben             | keine Angaben             | keine Angaben             | keine Angaben             | keine Angaben             | keine Angaben             |
| 14    | Ciceri               | SUI    | 5503   | keine Angaben | keine Angaben | keine Angaben | keine Angaben             | keine Angaben             | keine Angaben             | keine Angaben             | keine Angaben             | keine Angaben             | keine Angaben             |
| 15    | Lieshout             | NLD    | 5497   | keine Angaben | keine Angaben | keine Angaben | keine Angaben             | keine Angaben             | keine Angaben             | keine Angaben             | keine Angaben             | keine Angaben             | keine Angaben             |
| 16    | Raimondi             | ITA    | 5447   | keine Angaben | keine Angaben | keine Angaben | keine Angaben             | keine Angaben             | keine Angaben             | keine Angaben             | keine Angaben             | keine Angaben             | keine Angaben             |
| 17    | Kolb                 | SUI    | 5213   | keine Angaben | keine Angaben | keine Angaben | keine Angaben             | keine Angaben             | keine Angaben             | keine Angaben             | keine Angaben             | keine Angaben             | keine Angaben             |
| 18    | Adhémar Schoufs      | BEL    | 5137   | keine Angaben | keine Angaben | keine Angaben | keine Angaben             | keine Angaben             | keine Angaben             | keine Angaben             | keine Angaben             | keine Angaben             | keine Angaben             |
| 19    | Busson               | BEL    | 4808   | keine Angaben | keine Angaben | keine Angaben | keine Angaben             | keine Angaben             | keine Angaben             | keine Angaben             | keine Angaben             | keine Angaben             | keine Angaben             |
| 20    | Jungbluth            | BEL    | 4592   | keine Angaben | keine Angaben | keine Angaben | keine Angaben             | keine Angaben             | keine Angaben             | keine Angaben             | keine Angaben             | keine Angaben             | keine Angaben             |
| 21    | Reybroek             | BEL    | 4492   | keine Angaben | keine Angaben | keine Angaben | keine Angaben             | keine Angaben             | keine Angaben             | keine Angaben             | keine Angaben             | keine Angaben             | keine Angaben             |
| 22    | Antonucci            | ITA    | 4475   | keine Angaben | keine Angaben | keine Angaben | keine Angaben             | keine Angaben             | keine Angaben             | keine Angaben             | keine Angaben             | keine Angaben             | keine Angaben             |
| 23    | Jan van Heck         | NLD    | 1825   | keine Angaben | keine Angaben | keine Angaben | Aufgabe nach drei Übungen | Aufgabe nach drei Übungen | Aufgabe nach drei Übungen | Aufgabe nach drei Übungen | Aufgabe nach drei Übungen | Aufgabe nach drei Übungen | Aufgabe nach drei Übungen |
| 24    | Bütler               | SUI    | 1822   | keine Angaben | keine Angaben | keine Angaben | Aufgabe nach drei Übungen | Aufgabe nach drei Übungen | Aufgabe nach drei Übungen | Aufgabe nach drei Übungen | Aufgabe nach drei Übungen | Aufgabe nach drei Übungen | Aufgabe nach drei Übungen |